# Картофелечистка
Картофелечи́стка — приспособление для чистки картофеля, также может использоваться для очистки овощей и фруктов.
Во Франции специализированное производство ножей-картофелечисток началось в 1929 году под товарным знаком L’Économe. Одной из самых знаменитых картофелечисток является швейцарская Sparschäler Rex, созданная в 1947 году, которой в 2004 году была посвящена одна из швейцарских почтовых марок. В Цюрихе эта модель выпускается до сих пор. В традиционной немецкой кухне используется несколько видов Ножей-картофелечисток в зависимости от того, какое именно блюдо из картофеля хотят приготовить.
На предприятиях общественного питания и в небольших овощеперерабатывающих производствах используются специальные машины для очистки картофеля и овощей от кожуры. Промышленная картофелечистка состоит из резервуара со стенками, облицованными плитками крупнозернистого наждачного камня и приводимой во вращение электродвигателем чашки из этого же материала в нижней части резервуара. Резервуар также имеет отверстие в верхней части для засыпки нечищенного картофеля (обычно с добавлением некоторого количества воды) и опускаемый лоток или заслонку для высыпания готовой продукции, кожура счищается в виде пасты в процессе трения картофелин о наждак. Картофелечистка также может входить в состав универсальной кухонной машины. Для начальной промышленной очистки картофеля может также применяться струя горячего пара, размягчающая кожуру.